# Decreto legislativo
Un decreto legislativo (spesso abbreviato in d.lgs.) è, secondo il diritto costituzionale, un atto normativo avente valore di legge adottato dall'organo costituzionale che ha il potere esecutivo (Governo) per delega espressa e formale dell'organo costituzionale che ha il potere legislativo (Parlamento).
Atti normativi similari esistono in vari ordinamenti degli Stati del mondo, assumendo anche una diversa denominazione.

## Descrizione generale
Essendo un atto con il quale l'Organo costituzionale esecutivo esercita un potere legislativo, esso costituisce una deroga al principio della cosiddetta separazione dei poteri. 
Per prevenire eventuali abusi di questa deroga, gli ordinamenti costituzionali prevedono un intervento del potere legislativo nell'iter di approvazione del decreto legislativo, costituito appunto dalla legge di delega a favore del governo. La presenza "a monte" del controllo delle Camere sulla formazione del d. lgs., attraverso la legge delega, distingue in Italia il decreto legislativo dal decreto-legge, che analogamente al d. lgs. costituisce un atto normativo del Governo con forza di legge, ma il cui iter di approvazione prevede che l'intervento di controllo delle Camere avvenga "a valle", mediante una necessaria conferma (con la cosiddetta legge di conversione) in mancanza della quale il d. l. decade (art. 77 Cost.).

## Nel mondo

### Italia
In Italia la decretazione legislativa è prevista dall'art. 76 della Costituzione della Repubblica Italiana ed è uno strumento con il quale le Camere decidono di delegare il Governo a disciplinare nel dettaglio una determinata materia non coperta da riserva di legge formale, stabilendo i principi e i criteri direttivi, cioè la cosiddetta "cornice" entro la quale il Governo della Repubblica Italiana dovrà legiferare. In questo caso la legislazione avverrà sulla base di una apposita legge detta per l'appunto legge delega. Qualora il governo ecceda i limiti indicati nella legge delega, ad es. adottando provvedimenti normativi non previsti nella delega, le relative norme potranno essere dichiarate dalla Corte costituzionale viziate da illegittimità costituzionale (per il cosiddetto "eccesso di delega legislativa").

### Francia
In Francia l'omologo del decreto legislativo può essere considerata l'ordonnance prevista dall'art. 38 della Costituzione del 1958. La norma costituzionale stabilisce che il Governo può chiedere al Parlamento, per l'attuazione del suo programma, l'autorizzazione a porre tramite ordinanza delle norme in materie che sono normalmente riservate alla legge. Se lo ritiene, il Parlamento emana una loi d'habilitation che fissa i limiti di contenuto e di tempo per l'emanazione delle ordinanze governative. Una volta emesse, le ordinanze devono poi essere sottoposte al Parlamento per la ratifica entro il termine fissato dalla legge di autorizzazione, altrimenti decadono (requisito che in questo le avvicina più al nostro decreto-legge). Scaduto il termine fissato dalla legge di autorizzazione, inoltre, il Governo non può più modificare le ordinanze adottate.

### Spagna
La Costituzione spagnola agli artt. 82-85 prevede un procedimento legislativo praticamente identico alla delega legislativa italiana.
In particolare, il decreto legislativo, qualora debba consistere nella elaborazione di un articolato recante nuove norme giuridiche, può essere adottato solo in base a una ley de bases o ley delegatoria emanata dalle Cortes Generales. Qualora, invece, il decreto legislativo debba consistere in una raccolta organica di leggi preesistenti (Texto Refundido, equivalente al Testo unico italiano), può essere adottato dal Governo in base a una ley ordinaria.

### Stati Uniti d'America
Negli Stati Uniti d'America un caso di legislazione delegata dal potere legislativo a quello esecutivo è dato dagli executive orders del Presidente laddove il Congresso, con una propria legge, gli affidi poteri discrezionali. Si tratta di casi eccezionali, che peraltro non trovano una espressa previsione nella Costituzione. Normalmente, infatti, gli executive orders sono adottati dal Presidente al solo scopo di fornire direttive al Governo, nel caso interpretando anche leggi vigenti, ma senza assurgere a fonte normativa.